# Martin Stahnke
Georg Martin Edwin Stahnke (* 11. November 1888 in Wąbrzeźno; † 28. Februar 1969 in Frankfurt am Main) war ein deutscher Ruderer, der 1908 Olympiadritter im Zweier ohne Steuermann wurde.
In seiner aktiven Zeit errang er 105 Regattasiege, schlug mehrere deutsche Einermeister ohne selbst Meister geworden zu sein. Martin Stahnke trat bei der Deutschen Meisterschaft 1908 zusammen mit Willy Düskow in einem Boot des Berliner Ruder-Clubs an. Sie belegten den zweiten Platz hinter Hermann Wilker und Otto Fickeisen aus Ludwigshafen. Zu den Olympischen Spielen nach London reisten Düskow und Stahnke. Bei den Olympischen Spielen 1908 wurden die Ruderwettbewerbe auf der Themse bei Henley ausgetragen. Der Kurs war so schmal, dass nur jeweils zwei Boote gegeneinander antreten konnten. In der Bootsklasse Zweier ohne Steuermann traten vier Boote an. Düskow und Stahnke unterlagen im zweiten Vorlauf den Briten George Fairbairn und Philip Verdon. Im offiziellen Ergebnis wurden lediglich die Plätze eins und zwei gewertet. Stahnke und Düskow werden aber analog zum Boxen in vielen Quellen als Olympiadritte geführt.
In den nächsten Jahren war Stahnke im Einer aktiv. Bei der Deutschen Meisterschaft 1909 startete er für den RV Triton Stettin und belegte den dritten Platz, 1910 und 1911 war er für RV Wratislavia Breslau im Finale, gab aber jeweils auf. 1910 gewann er mit Seppl Furthmann die holländische Meisterschaft im Doppelzweier. Bei den Olympischen Spielen 1912 in Stockholm trat Stahnke ebenfalls im Einer an. In der ersten Runde kam er zwar nach seinem australischen Gegner ins Ziel, dieser wurde aber disqualifiziert. In der Zwischenrunde schied Stahnke gegen den späteren Olympiasieger William Kinnear aus.
Bei der Deutschen Meisterschaft 1920 trat Martin Stahnke zusammen mit einem E. John im Doppelzweier des RV Wratislavia Breslau an, wurde aber disqualifiziert.
Nach seiner aktiven Zeit baute er sich eine Existenz als Kaufmann in Frankfurt/Main auf. Dort trat er 1946 der RG Germania bei.